# Scaler (Zahnmedizin)

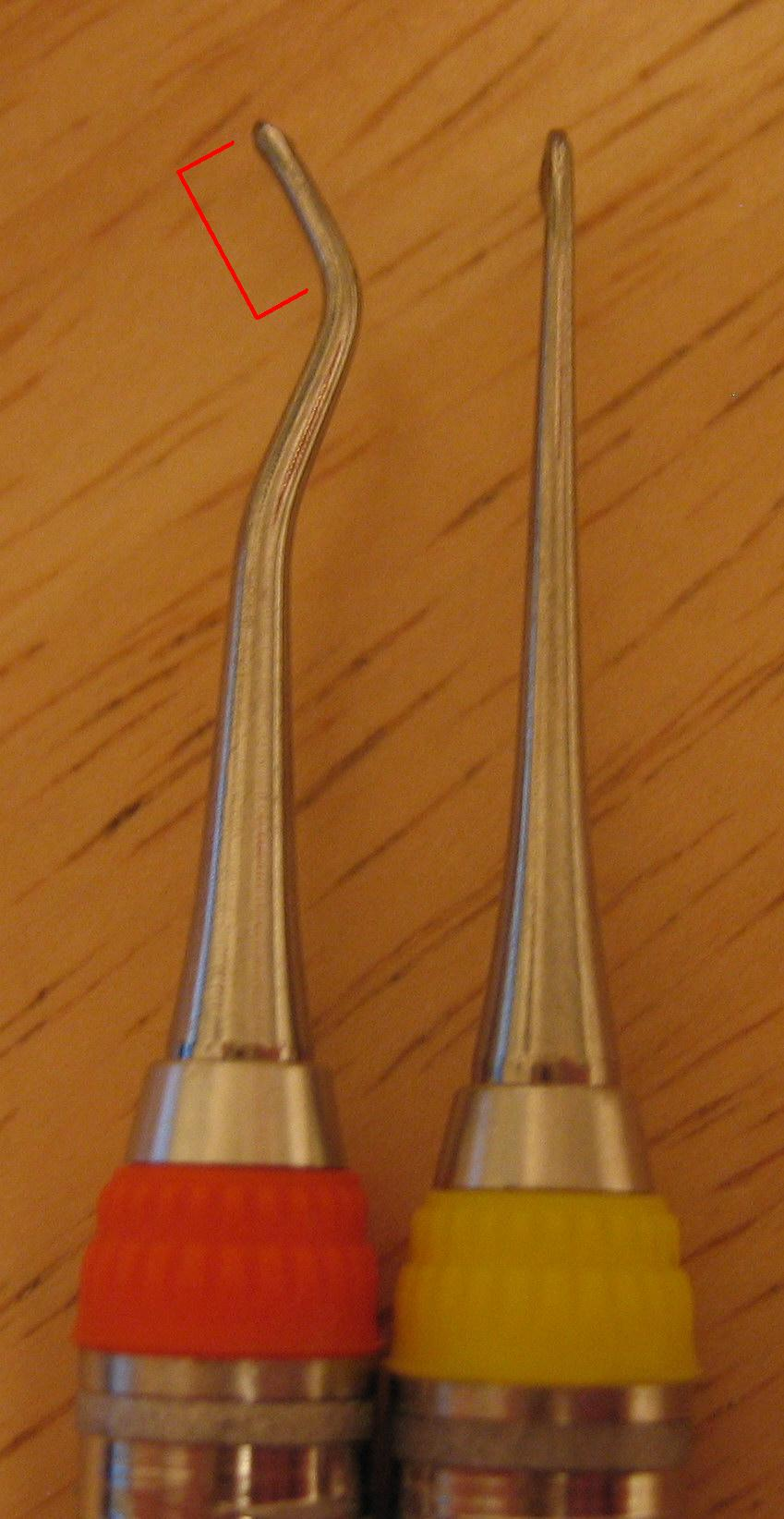
Scaler: für Frontzähne gerade, (gelber Ring)
für Seitenzähne sichelförmig, (roter Ring)

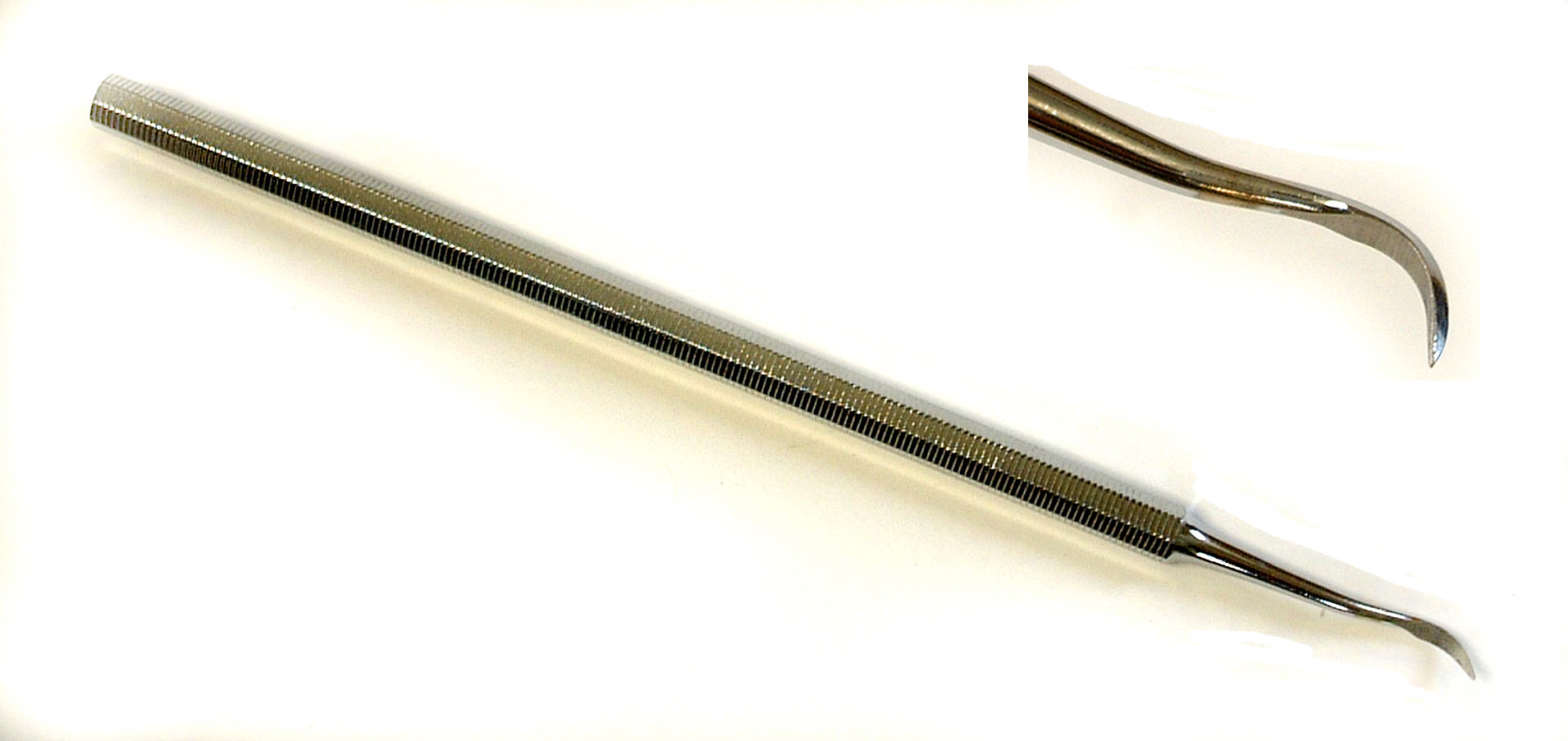
Scaler

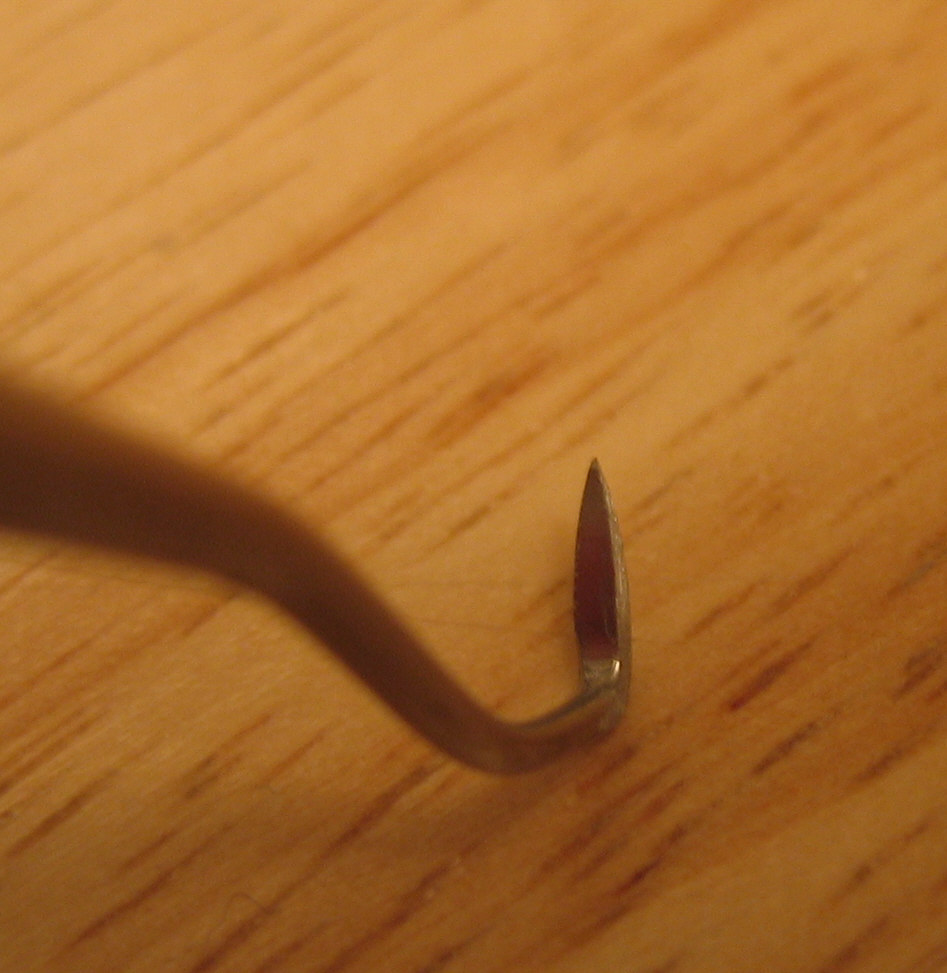
Scharfe Spitze eines Scalers

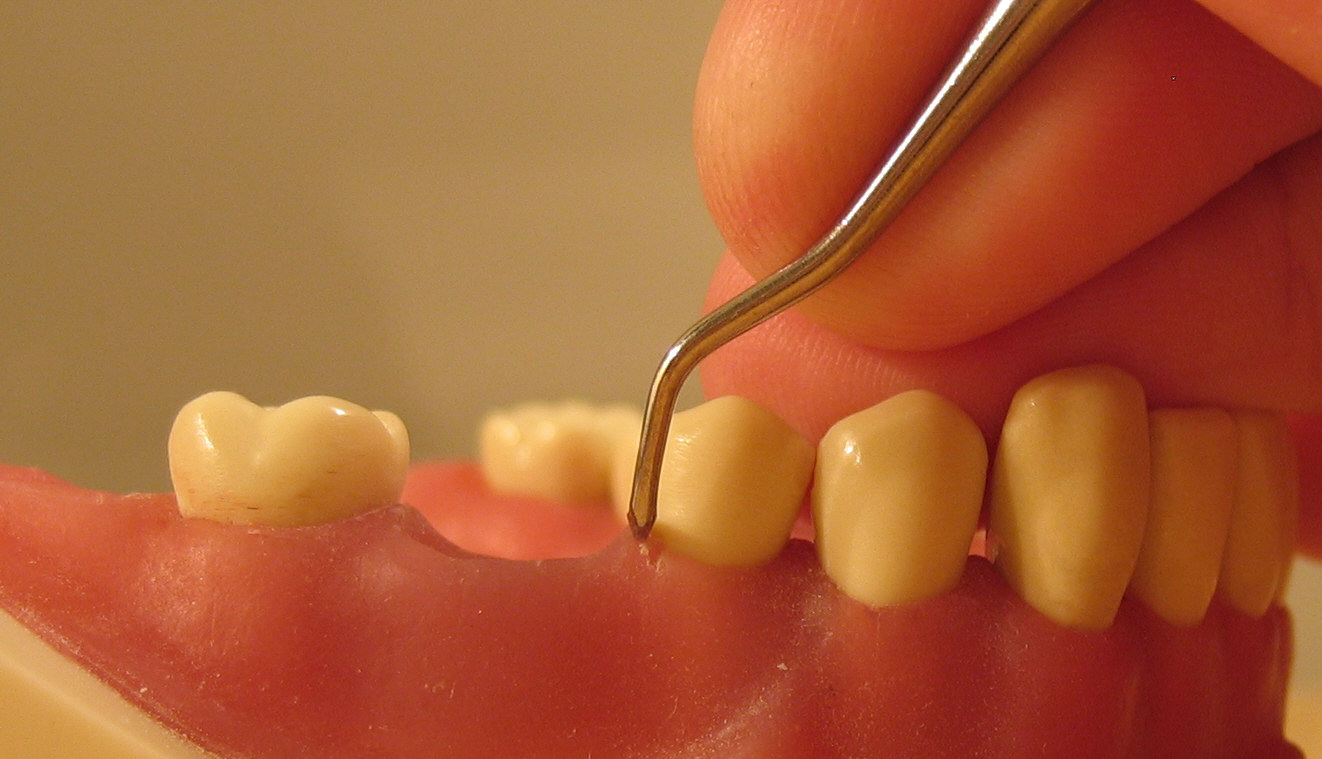
Beispielhafte Anwendung eines Seitenzahnscalers auf einem Schaumodell

Ein Scaler ist ein in der prophylaktischen (vorbeugenden) Zahnmedizin verwendetes Handinstrument und dient vor allem der Entfernung  supragingivaler Konkremente (oberhalb des Zahnfleischsaumes gelegener Zahnstein). Es kann aber generell auch dafür eingesetzt werden, andere das Zahnfleisch irritierende Unebenheiten zu beseitigen: zum Beispiel Befestigungszementreste, überstehende Füllungsränder, Fremdkörper.
Die Spitzen (Arbeitsenden) von Scalern können unterschiedlich gestaltet sein, sind aber in allen Fällen scharf.
Frontzahnscaler sind meistens häkchen- oder meißelförmig.

Seitenzahnscaler sind oft sichelförmig und können je nach Fabrikat auch unterschiedlich für die rechte und linke Seite bzw. den Ober- oder Unterkiefer gestaltet sein.
Um den erforderlichen Druck zu erreichen und um Verletzungen des Zahnfleisches zu vermeiden, müssen Scaler dicht am Arbeitsende geführt werden, wobei die Finger gleichzeitig auf den Zähnen abgestützt werden.
Scaler sind nicht mit Küretten zu verwechseln, die dazu dienen, subgingivale (unterhalb des Zahnfleischsaumes gelegene) Konkremente, abgestorbenes Wurzelzement oder entzündetes Gewebe aus der Zahnfleischtasche zu entfernen. (Siehe: Parodontitis)